# Rue Louis-Nicolas-Clérambault
La rue Louis-Nicolas-Clérambault est une voie du 20e arrondissement de Paris, en France.

## Situation et accès
La rue Louis-Nicolas-Clérambault est une voie publique située dans le 20e arrondissement de Paris. Elle débute au 24, rue Duris et se termine au 75, rue des Amandiers.

## Origine du nom

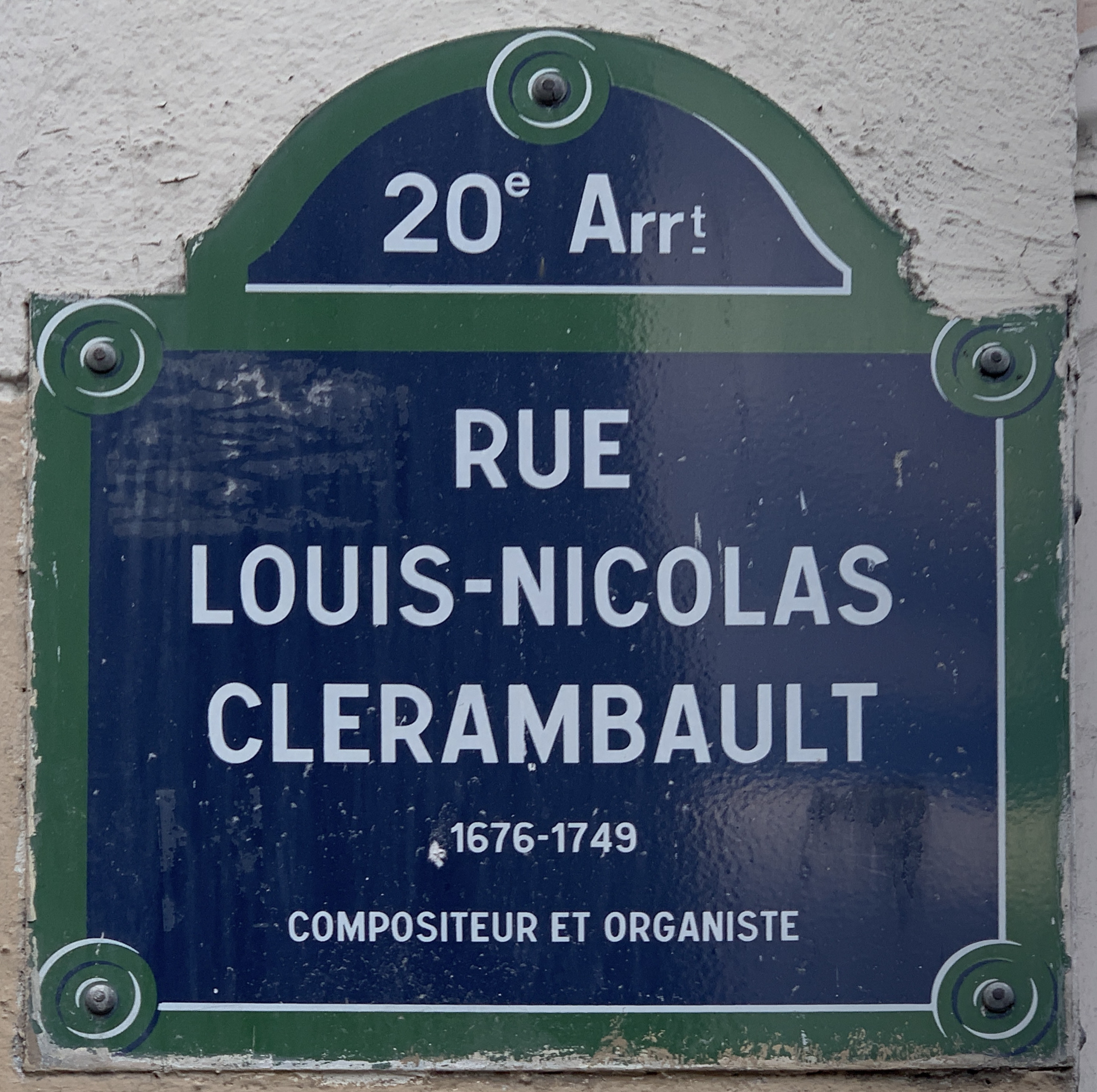
Plaque de la rue.

Elle porte le nom du compositeur et organiste français Louis-Nicolas Clérambault (1676-1749).

## Historique
La voie est créée dans le cadre de l'aménagement de la ZAC des Amandiers sous le nom provisoire de « voie CR/20 » et prend sa dénomination actuelle par un arrêté municipal du 12 février 1987. 